# Кабелла-Лігуре
Кабелла-Лігуре, (італ. Cabella Ligure, п'єм. Cabela) — муніципалітет в Італії, у регіоні П'ємонт,  провінція Алессандрія.
Кабелла-Лігуре розташована на відстані близько 420 км на північний захід від Рима, 120 км на схід від Турина, 50 км на південний схід від Алессандрії.
Населення — 552 особи (2014).
Щорічний фестиваль відбувається 10 серпня. Покровитель — святий мученик Лаврентій.

## Демографія
Населення за роками:

Станом на 1 січня 2023 року в муніципалітеті офіційно проживало 55 іноземців з 18 країн, серед них 29 громадян країн Євросоюзу та 4 громадяни України.

## Сусідні муніципалітети
- Альбера-Лігуре
- Каррега-Лігуре
- Фаббрика-Куроне
- Монджардіно-Лігуре
- Оттоне
- Роккетта-Лігуре
- Церба